# Chamba (Uttarakhand)
Chamba – miasto w północnych Indiach w stanie Uttarakhand, na pogórzu Himalajów Małych.
Populacja miasta w 2001 roku wynosiła 6579 mieszkańców.